# Real Cofradía del Santo Sepulcro y de la Soledad (Villarrobledo)
La Real Cofradía del Santo Sepulcro y de la Soledad, es una cofradía penitencial de culto católico instaurada al menos desde 1565 en la ciudad de Villarrobledo, con sede canónica en la Parroquia de San Blas. Realiza su estación de penitencia en la Semana Santa de Villarrobledo los días de Miércoles Santo, Viernes Santo y Domingo de Resurrección.

## Historia

### Siglos XVI a XIX
La Real Cofradía del Santo Sepulcro y de la Soledad está considerada como una de la más antiguas de Villarrobledo, teniendo constancia que ya existía en el año 1565.
En sus orígenes, la Cofradía estaba dividida en dos Hermandades: la del Entierro de Cristo, que tenía su asentamiento en el Convento de los Padres Observantes de San Francisco, permaneciendo en él hasta 1834, año en el que surgen las revueltas liberales por las que se produce la quema del Convento y casi todo lo que éste albergaba, pasando entonces a pertenecer a la Parroquia de San Blas; y la Hermandad de Nuestra Señora de la Soledad, perteneciente a la Parroquia de Santa María.
El primer documento propio con el que se cuenta es el Libro de Ordenanzas de la antigua Cofradía de Nuestra Señora de la Soledad, registrado en el Archivo Histórico del Arzobispado de Toledo, fechado el 17 de abril del año 1571. En la carta que se remite acompañando las nuevas Ordenanzas, se hace mención a la sustitución de las antiguas ordenanzas del año 1565, entre otros motivos por el crecimiento de hermanos sufrido entre esos años, que según citan pasó de unos cincuenta cofrades a más de seiscientos, se debe de tener en cuenta que este gran incremento va unido al auge vivido en la localidad, cuya población alcanzó los 20.000 habitantes. Indicar que la Cofradía estaba compuesta tanto por hombres como por mujeres, gozando de los mismos derechos y obligaciones. De la lectura de sus 23 ordenanzas sabemos que los nuevos hermanos que se inscribieran pagaban 4 reales de entrada a la Cofradía.
Casi un siglo después, en documentación fechada entre los años 1661 y 1662, existe la petición de fundación de la Esclavitud de Nuestra Señora de la Soledad, con aportación de ordenanzas, divididas en 17 capítulos. Sin embargo, dado que aún existía en la localidad la antigua Hermandad, el Cardenal Sandoval, Arzobispo de Toledo, manda que la nueva Esclavitud se agrupe en la antigua Hermandad, según se desprende en las correspondencia que entre la Cofradía y el Arzobispado de Toledo se mantuvo y de la que existen entre otros documentos el informe y la confirmación de la citada agrupación.
Un año más tarde, el 24 de febrero de 1663, se solicita la aprobación de otras nuevas ordenanzas al Arzobispo de Toledo. Entre sus nuevos 17 capítulos, destacamos que por primera vez aparece la figura del Hermano Mayor además de la disminución del número de hermanos, que según dicen las ordenanzas deben de ser cuarenta, y las bajas por defunción se cubren por los hijos mayores. Esta fuerte disminución del número de cofrades obedece también a la decadencia sufrida por la Villa a mediados de este siglo XVII, quedando tan solo a mediados del siglo III.035 habitantes ,en fuerte contraste con la existente un siglo antes.

La primera referencia ajena escrita de la que disponemos nos remite al libro “Historia de la Muy Noble y Leal Villa de Villa-Robledo”, escrito por el Padre Francisco de la Caballería y Portillo en el año 1751. En el Libro Primero, capítulo IV:
"Relación de las Piadosas Fundaciones de los vecinos de Villa-Robledo”, en las páginas 34 y 35, el autor dice lo siguiente:
“Son muy numerosas las Hermandades, y Cofradías, que fundaron los antiguos, con santos establecimientos, para su conservación, eligiendo por Patronos, y Tutelares a varios Santos de su devoción. Entre Cofradías, y Hermandades tiene en esta Villa la diferencia, que estas, para mejor conservarse, tienen ciertas Ordenanzas, y Hachas de Cera, y Estandarte para sus Funciones públicas. Las Cofradías nos las tienen, y solo se conservan por pura devoción de los fieles. Las establecidas en las tres Parroquias, y en la Iglesia del Seraphico Padre San Francisco son las siguientes. En la Parroquia de San Blas.../...En Santa María:.../...la de Nuestra Señora de la Soledad,.../...En la Iglesia de San Francisco: la Hermandad del Entierro de Christo.”
Existe en el Archivo Histórico Nacional, catalogado en la Sección Clero, y con el número libro 228, un registro bajo el nombre “Libro de la Cofradía del Santo Entierro de Cristo y de Nuestra Señora de la Soledad”, el cual, en sus más de doscientas páginas, contiene las constituciones de 1725, decretos, índices alfabéticos de cofrades, nombramientos de oficiales y cuentas de los años 1751 al 1797. En este libro se averigua además que a principios del siglo XVIII ya están unificadas las dos Hermandades.

En un estudio sobre “Aspectos de la vida conventual de la Fundación de Franciscanos Observantes de Villarrobledo”, se hace la siguiente referencia en sus datos sobre las cuentas del Convento:
“Una importancia semejante en su cuantía tienen los ingresos que les reportaban el consuelo religioso de sus conciudadanos. Las misas y sus variantes componen el capítulo más importante, mayor, cantada, testamental, de oratorio, así como las novenas, memorias, entierros, procesiones, pláticas, o sermones. Se especifica en el registro la persona por la que se ha llevado a cabo el oficio religioso –si es entierro, el nombre del difunto, en los casos de las misas o memorias, el que ha realizado el encargo, las novenas o pláticas el nombre del Pueblo que las demanda-, y también el Padre o Padres que han protagonizado cualquiera de estos actos. La vinculación conventual al entramado cofrade ciudadano se ejercía a través de la Hermandad del Santo Entierro”.
La lectura de estas líneas nos hace pensar sobre cual sería la relevancia de la Hermandad del Santo Entierro dentro de la vida del Convento y cómo no, su importancia en nuestra localidad.
Desde sus tiempos más remotos, ésta tenía cuatro imágenes a su cargo, a saber: el Cristo Yacente, Ntra. Sra. de la Soledad, San Juan Evangelista y Jesús Resucitado. Todas ellas en talla de madera policromada, siendo obras de escultores desconocidos.

### Año 1900 a 1950
Pasando un vacío documental de algo más de un siglo, probablemente motivado por la destrucción de cualquier escrito en la anteriormente citada quema del Convento de San Francisco, en 1900 es elegido presidente D. Enrique Ruescas Alcázar, de quien merece recordar que introdujo como primer distintivo de la Cofradía la medalla con la efigie del Cristo Yacente dentro de su urna de cristal, que actualmente siguen llevando los cofrades en los desfiles procesionales, también las primeras túnicas de color negro. Por aquellos años, la Cofradía estaba integrada por unos 250 hermanos y su cuota era de una peseta anual. Tras su fallecimiento en 1931, fue sustituido en el cargo por D. Jacob Carrascosa Martínez, desempeñando su cargo con gran entusiasmo y dedicación hasta 1936, fecha en la que fueron destruidas todas las imágenes, así como la desaparición de todos los documentos existentes.
Llegado 1940, tras la defunción de D. Ángel Moya Roldán, se hizo cargo de la presidencia D. Enrique Caro Soler, quien ayudado por donativos y aportaciones de toda la ciudad consiguió rehacer la Cofradía, contado entonces con 360 hermanos.
Se hace encargo de la realización de las cuatro imágenes destruidas al escultor y cofrade D. Jesús Castellanos Gómez, realizando en 1940 la talla del Cristo Yacente, al año siguiente la de San Juan Evangelista y por último en 1942 se hicieron las de Ntra. Sra. de la Soledad y la de Jesús Resucitado. 
Por aquellos años la cuota anual era de 5 pesetas, siendo el número de cofrades de 607.
Ya en 1949 fue elegido presidente D. Laurentino Rosillo Martínez. Entre uno de sus primeros grandes proyectos estuvo el acuerdo de la adquisición de la actual imagen del Cristo Yacente, obra que fue encargada al escultor valenciano D. Vicente Tena Cuesta (quien gracias a ella consiguió ese año el primer premio nacional de imaginería en Valencia). El trono, de estilo barroco, para dicha imagen fue realizado también por D. Jesús Castellanos Gómez, siendo una de sus mejores obras. Los precios de ambos trabajos ascendieron a 13.000 pesetas la talla del Cristo Yacente y 25 000 pesetas el trono. Las tres imágenes restantes de la Cofradía fueron retocadas, saliendo procesionalmente en la noche del Viernes Santo de 1950, acompañadas por 500 de sus hermanos cofrades, llevando sus nuevas túnicas blancas con distintivos rojos (las túnicas negras pasaron a serlo de Ntra. Sra. de la Soledad). Por aquel entonces estaban inscritos 780 hermanos numerarios.
Antes de la Semana Santa de este año se hizo donación de la imagen antigua del Cristo Yacente a la parroquia del pueblo de Balazote.

### Año 1951 a 1980
En Asamblea General celebrada en 1951, y tras petición de un grupo de hermanos, se acordó fundar la Cofradía de San Juan Evangelista, cediéndoles la propiedad de la imagen y cuanto a ella pertenecía, con el fin de dar mayor esplendor a la Semana Santa de nuestra ciudad. Este año, en el desfile procesional del Viernes Santo acompañaron al Cristo Yacente 1028 hermanos.
Un hecho digno de destacar es el acontecido el mes de noviembre de 1953, el cual con motivo del Año Santo Mariano la imagen de nuestra Patrona Ntra. Sra. de la Caridad visita Toledo, para lo cual se solicita a la Cofradía le preste el trono del Cristo Yacente para mayor vistosidad.
Ya en el año 1956 se constatan 702 hermanos numerarios inscritos, cuya cuota anual se subió a 10 pesetas. En el año 1958 se construye el nuevo trono de Ntra. Sra. de la Soledad, encargándose de la realización, el hermano D. Jesús Castellanos Gómez, su importe fue de 14 000 ptas. Este año también se reconstruyeron las andas para la imagen de Jesús Resucitado. Este año, para allegar fondos, se hacen 1960 participaciones de lotería de 5 pesetas para el sorteo de Navidad. Ante el buen resultado obtenido se repite los dos años siguientes.
En 1960 se encarga a los Talleres de Arte Religioso Santarrufina, de Madrid, la confección del estandarte de seda blanca bordado en oro fino, con la imagen al óleo del Cristo Yacente, cuyo precio es de 7.000 pesetas. Procesionando por primera vez en la Semana Santa de ese año.

En el año 1961 D. Agustín Sandoval Mulleras, en su libro “Historia de mi Pueblo, la Muy Noble y Leal Ciudad de Villarrobledo”, en el capítulo XII: “Las costumbres (siglos XIX y XX)”, dice de la Cofradía:
“...La mejor de las procesiones es la del Santo Entierro, en la noche del Viernes Santo, con acompañamiento de los cofrades de esta y de las demás cofradías. El paso del Cristo Yacente, magnifica talla del escultor valenciano D. Vicente Tena Cuesta, en su gran carroza escoltada de cuatro ángeles y bellamente iluminada, es espectacular e impresionante. Y es de un efecto embargador ver detrás de la preciosa imagen a numerosos penitentes, hombres y mujeres, que cumplen duras promesas en esta hora de la procesión, muchos descalzos y arrastrando gruesas cadenas.
Se calcula en unos dos kilómetros esta hermosa procesión del Santo Entierro. Toda ella es devoción emocionada”
Por aquellos años las cuotas fueron sufriendo las consecuentes subidas con el fin de poder atender las numerosas necesidades de la Cofradía, y así en 1962 la citada aportación anual se sube a 20 pesetas, se mantuvo en este importe hasta el año 1971 en que se acuerda fijarla en 25 pesetas, y posteriormente en 1975 la cuota anual ordinaria será de 50 pesetas.
Se considera este periodo de casi cuarenta años como uno de los más prolíficos y florecientes de la Cofradía, quizás por el entusiasmo popular, pero no debe caber duda que en gran medida se debió al empuje y dedicación de aquellas personas que compusieron la Junta Directiva:
- Presidente: D. Laurentino Rosillo Martínez
- Vicepresidente: Don Antonio Carrascosa Morcillo
- Secretario: D. Crisanto Gómez Pérez
- Tesorero: D. Augusto Martínez Garví
- Contador: D. Ignacio Martínez Martínez
- Vocal 1º: D. Pedro Díaz Solana
- Vocal 2º: D. Alfonso Gómez Villodre
- Vocal 3º: D. Francisco Lacoba Moya
- Vocal 4º: D. Juan Bautista Solana Cabañero

No hay que olvidar a D. Pedro Gutiérrez Cuerda, que fuera cura-párroco de San Blas, arcipreste de Villarrobledo, quien alentó y dirigió en todo momento a aquellas personas en su entonces quimera.

### Año 1981 a 1999
Sucedió en el cargo a Laurentino, tras su fallecimiento, Luis Ruescas Márquez, siendo presidente desde 1981 hasta 1991.
En 1981, debido a la alarmante disminución del número de hermanos, causada principalmente porque la Cofradía se encontraba compuesta por personas de avanzada edad, sin tener continuidad a ellas, se decide admitir mujeres como hermanas de la Cofradía. De este modo tras esta decisión se rompe de algún modo la tradición por la que la Cofradía tan solo podía estar integrada por hombres. No obstante este hecho aún se puede apreciar en el desfile procesional del Viernes Santo, en el que solo acompañan al Cristo Yacente como “hermanos de medalla” cofrades varones.
En este mismo año de 1981, dado el entusiasmo suscitado por tres jóvenes hermanos cofrades, a saber: D. Antonio Caballero Martínez, D. José Luis Moreno Castellanos y D. José Luis Martínez Carrascosa, se solicitó a la Junta de Gobierno de la Cofradía el permiso para que una veintena de jóvenes, con edades comprendidas entre los 15 y 17 años, portaran a hombros las andas de Jesús Resucitado, en la Procesión del Domingo de Resurrección. Se accede a tal petición aún con la duda de la posible continuidad.
Un año después, en 1982, se realizan las nuevas túnicas de nazarenos del Santo Sepulcro, siendo estas confeccionadas en raso blanco, con capuz y capa del mismo color y botonadura, fajín y Cruz de Jerusalén en rojo.
Ya en 1983, y dado el creciente número de jóvenes anderos, se decide instalar varales al trono de Ntra. Sra. de la Soledad, consiguiendo con ello gran vistosidad y lucimiento, para realce de la Cofradía, y en definitiva de la propia Semana Santa de Villarrobledo. La vestimenta será traje azul marino, corbata negra (en señal de luto), medalla de la Cofradía y guante blanco.
Tras un periodo sin especial mención se procede en 1989 a la restauración de la imagen del Cristo Yacente. Para ello se contacta con el que fuera su creador D. Vicente Tena Cuesta, quien con gran emoción al recordar su obra nos informa de la imposibilidad de llevar a cabo esta restauración debido a su avanzada edad. Finalmente se encarga el trabajo al escultor murciano D. Antonio Labaña Serrano (restaurador del Museo de Salzillo), quien una vez comenzada la restauración dijo: “no hubiera podido coger el trabajo en menos de dos años, pero al contemplar la belleza de la talla, decidí aceptarla”.
En 1991 toma el relevo en el cargo de Presidente D. Julián Ortega Montero, siendo su Vicepresidente D. José Luis Martínez Carrascosa, Secretario D. Valerio Rosillo Marhuenda y Tesorero D. José Luis Jiménez de la Ossa. Uno de los primeros cometidos de la nueva Junta de Gobierno es la confección de los nuevos estatutos que regirán la Cofradía, a partir de ellos la denominación actual será: Cofradía del Santo Sepulcro y de la Soledad. Desde este instante la Cofradía está inscrita a todos los efectos en la Diócesis de Albacete.
Entre los más apremiantes objetivos de la nueva Junta están las restauraciones de los tres tronos que la Cofradía posee.
Durante la Semana Santa de 1993 es curioso de destacar el artículo de prensa aparecido en el periódico provincial La Verdad de Albacete, el cual bajo el titular “La Virgen de la Soledad vitoreada en la procesión del Viernes Santo a causa de la lluvia caída” dice lo siguiente:
“... a primera hora del Sábado Santo un grupo de personas, en su mayoría jóvenes, nos visitó para rogarnos diéramos cuenta de la emoción que conllevó el hecho que en varias ocasiones, durante la Procesión del Santo Entierro de Cristo, se lanzasen vivas a la Virgen, a causa del agua torrencial que en esos momentos estaba cayendo en Villarrobledo, sin que eso fuera motivo para el abandono de los nazarenos, ni de las bandas de tambores y cornetas, ni por supuesto de uno solo de los jóvenes anderos que continuaban con su lento y acompasado discurrir, portando sobre sus hombros a la Virgen de la Soledad. A consecuencia de la gran cantidad de agua que caía, el numeroso público que estaba presenciando la procesión se alborotó e hizo intento de marchar a sus casas, pero al contemplar que todo seguía igual que como sí no estuviese diluviando (precisamente esa agua que tanto se necesita por esta sequía), todo el mundo volvió a sus sitios y entonces llenos de emoción, respeto y agradecimiento, irrumpió en continuos vivas a la Virgen de la Soledad, que fueron coreándose entre aplausos hasta el final de la procesión. El punto álgido llegó a la entrada de la Virgen a la iglesia de San Blas, cuando un par de miles de personas se agolparon entre los vivas y aplausos en una piña de emoción, fervor y entusiasmo.”
En 1994, bajo la iniciativa y aportación de los anderos de Ntra. Sra. de la Soledad, cuyo número ascendía a 98 hermanos, se le confecciona un nuevo manto bordado a la Venerada Imagen, sustituyendo el que hasta entonces lucía, ya muy desgastado por el paso del tiempo. Este trabajo fue realizado por las monjas Carmelitas de Albacete. 
Este año se acuerda también realizar la restauración del muy deteriorado trono del Cristo Yacente, haciéndole tal encargo al escultor del pueblo vecino de Socuéllamos, D. Santiago Lara Molina. Dado el creciente número de anderos con que contaba la Cofradía y a petición de ellos, se decide acondicionar el trono del Cristo Yacente para ser portado a hombros por su interior (aprovechando que se estaba restaurando). Saliendo portado por grupos de 21 anderos, componiendo su totalidad 72 hermanos cofrades, cuya vestimenta es túnica y verdugo blanco de raso, con cíngulo y botonadura roja.
También en este año, se procede a rescatar una antigua tradición, y de este modo la noche de Viernes Santo, en la Procesión de Santo Entierro de Cristo, un nutrido grupo de mujeres de la Cofradía ataviadas con mantilla negra y peineta, acompañan a Ntra. Sra. de la Soledad, en su dolor por la pérdida de su hijo. Desde entonces el número ha ido en aumento.
Señalar que este año se acuerda subir la cuota anual ordinaria a 1000 pesetas.
En el año 1995, en Capítulo General Ordinario celebrado en el mes de septiembre, se realiza la reelección de la Junta de Gobierno, quedando compuesta de la siguiente manera:
- Presidente: Julián Ortega Montero
- Vicepresidente: José Luis Martínez Carrascosa
- Secretario: Augusto Martínez Picazo
- Tesorero: Rodolfo Arribas Castillo
- Vocal 1º: Alicia Ruiz Carrascosa
- Vocal 2º: Jacinto Almansa Martínez
- Vocal 3º: José Miguel García Ferrando
- Vocal 4º: José Luis Jiménez de la Ossa
- Vocal 5º: Valerio Rosillo Marhuenda

Este año y el siguiente sobre las andas de Jesús Resucitado se instala el templete y la custodia de la Parroquia de San Blas, obra del siglo XVII de Bartolomé de Yepes, para ser procesionada el día del Corpus Christi.
El día 8 de septiembre de 1995, se acuerda en Capítulo General Extraordinario el nombrar Cofrade de Honor al Acuartelamiento de la Guardia Civil de Villarrobledo. Realizándose públicamente tal nombramiento el 12 de octubre, día del Pilar.
Este año, y para ayudar a sufragar los muchos gastos que la Cofradía tiene se decide hacer participaciones en los Sorteos de Navidad y del Niño, cuya venta casi mayoritariamente es realizada por los costaleros. Desde entonces se viene haciendo todos los años, habiendo obtenido premios en algunos de ellos.
En el año 1997 se procede a la restauración de la imagen de Jesús Resucitado y sus andas, trabajo que se encarga también al escultor D. Santiago Lara Molina, y que desfilan procesionalmente el Domingo de Resurrección de este año. Igualmente, en la Semana Santa de este año, se decide celebrar en la tarde del Martes Santo una Misa en memoria de los hermanos fallecidos durante el año anterior, realizando a continuación de ésta el Devoto Besapiés de la Venerada Imagen del Cristo Yacente, celebración que desde entonces se viene realizando.
Al año siguiente, 1998, en una reunión de costaleros durante la Semana Santa, se decide por unanimidad solicitar en próximo Capítulo General la subida de la cuota anual ordinaria de los costaleros a 2.000 pesetas y de esta forma contribuir con la Cofradía para poder conseguir los objetivos fijados.
En Capítulo General Ordinario, celebrado el 28 de agosto, se acuerda la adquisición de un local que sirva como sede y guardatronos. Hasta esa fecha la Cofradía precisaba de la buena voluntad de cofrades que desinteresadamente ponían sus casas a su disposición para guardar los tronos.
En 1998 la Cofradía cuenta con 512 cofrades, de los cuales 120 son anderos (72 del Cristo Yacente y 48 de Ntra. Sra. de la Soledad).
Llegado el año de 1999, entre los cometidos de mayor relevancia destaca la compra del local destinado a sede de la Cofradía, ubicado en la calle Nueva n.º 60. A partir de ese momento se inician las obras de acondicionamiento.
Otra de las adquisiciones realizadas durante este año es el nuevo estandarte de Ntra. Sra. de la Soledad, obra encargada a las Monjas Carmelitas de Albacete, con el que se cubre el vacío existente hasta esa fecha en la Cofradía.
A finales de diciembre de 1999, se celebra Capítulo General Ordinario, saliendo de éste la elección de la nueva Junta de Gobierno, compuesta por:
- Presidente: Julián Ortega Montero
- Vicepresidente: José Luis Martínez Carrascosa
- Secretario: Antonio Caballero Martínez
- Tesorero: Rodolfo Arribas Castillo
- Vocal 1º: María Cristina Martínez Carrascosa
- Vocal 2º: Jacinto Almansa Martínez
- Vocal 3º: José Miguel García Ferrando
- Vocal 4º: Augusto Martínez Picazo
- Vocal 5º: Valerio Rosillo Marhuenda

### Año 2000 a en la actualidad
En el año 2000 son varias las novedades realizadas. Primeramente, se procede a restaurar la venerada imagen de Ntra. Sra. de la Soledad, obra que se encarga a D. Antonio Labaña Serrano.
También, para esta Semana Santa se incorpora la novedad de las nuevas túnicas de Ntra. Sra. de la Soledad, sustituyendo a las antiguas, que con el paso de los años habían desaparecido de las procesiones. La composición de esta nueva túnica es la siguiente: túnica blanca de raso con botonadura roja, fajín rojo de moharé, capuz y capa negra, también de raso, llevando esta en el lado izquierdo la Cruz de Jerusalén, como distintivo de la Cofradía.
Este año se procede a modificar el sistema de portar el trono del Cristo Yacente. Se le incorporan cuatro varales, para ser llevado a hombros por el exterior, de este modo se pasa de ser portado por 24 anderos, a ser llevado por 56 hermanos.
Ya a mediados de año, es aceptado el ofrecimiento por parte del cofrade D. Alfonso Caballero Moya, de realizar la imagen de un Cristo amarrado a la columna. Este trabajo es admitido por el tribunal evaluador del final de sus estudios de Bellas Artes.
El día 18 de noviembre se procede a la inauguración oficial de la nueva sede de la Cofradía, siendo bendecida por el vicario de la Diócesis de Albacete D. Francisco Javier Plá García. En este mismo acto se hace entrega de una placa a D. Augusto Martínez Garví, en agradecimiento a tantos años de dedicación y como único representante de la anteriormente mencionada Junta de mediados de siglo.
En el año 2001, y más concretamente el Martes Santo, después de la Misa por los hermanos difuntos y el Besapiés del Cristo Yacente, se realiza la bendición, por parte de D. Ramón Sánchez, párroco de San Blas, de la nueva imagen del Cristo amarrado a la columna, bajo la advocación de Cristo de la Humildad. A saber que la obra está aún inconclusa.
Esta nueva imagen, sale en desfile procesional el Jueves Santo, siendo portado por un total de 50 anderos, cuya vestimenta es túnica blanca de raso y verdugo rojo de la misma tela, con cíngulo y botonadura también en rojo. Igualmente le acompañan las nuevas túnicas de nazarenos, siendo de la siguiente manera: túnica blanca de raso con botonadura roja, fajín rojo de moharé, capuz rojo y capa blanca, también de raso, con las cruces de Santo Sepulcro como distintivo de la Cofradía.
Otra obra realizada para este año es la restauración de la deteriorada diadema de plata de Ntra. Sra. de la Soledad. Este trabajo es llevado a cabo en los talleres de la Orfebrería Maestrante de Sevilla.
El día 6 de septiembre, y tras más de dos años de contactos, se procede a firmar el contrato de realización de un nuevo trono para Ntra. Sra. de la Soledad, obra que se realizará en el taller de los Hermanos Caballero González de Sevilla.
En Capítulo General Ordinario y Extraordinario celebrado el día 22 de septiembre cabe destacar la dimisión, por motivos personales, del actual presidente D. Julián Ortega Montero, proponiendo para ocupar el puesto vacante al hasta entonces Vicepresidente D. José Luis Martínez Carrascosa. En esta misma sesión se acuerda igualmente nombrar a D. Julián Ortega Montero presidente honorífico, el cual representará a la Cofradía en todos aquellos actos que la Junta de Gobierno estime oportunos.
Entre las nuevas medidas adoptadas a partir de este último Capítulo, se encuentra el acuerdo de subir las cuotas anuales a 12,00 € para los hermanos numerarios y 18,00 € para los anderos. Se justifica esta subida para poder hacer frente a la nueva adquisición emprendida por la Cofradía.
A finales de este año la Hermandad de Ntra. Sra. de la Caridad, solicita a la Cofradía les sean prestadas las andas de Jesús Resucitado, para permanecer expuesta adecuadamente al culto nuestra Patrona, mientras duren las obras de restauración de sus andas de plata.
En la Semana Santa del año 2002, cabe destacar la conclusión de la imagen del Cristo de la Humildad, procesionando sobre el antiguo trono de Ntra. Sra. de la Soledad, habiendo sido acondicionado para él.
El Viernes Santo procesiona por primera vez el nuevo trono de Ntra. Sra. de la Soledad, traído de Sevilla para tal efecto, a pesar de solo tener hecha la carpintería y los candelabros de vela con guardabrisas. No obstante, la Cofradía recibe multitud de felicitaciones por la obra. Es portado por 48 anderos.
Desde este año los anderos de “la Soledad” cambian su vestimenta, pasando del traje azul marino a la túnica blanca de raso y verdugo negro de la misma tela, con cíngulo y botonadura roja.
Ese mismo año, la Cofradía recibe como donativo madera de caoba de Cuba para la realización de un nuevo trono para la imagen de Cristo de la Humildad. El contrato de ejecución para ese trono se firma con los Hermanos Caballeros de Sevilla, quienes aseguran que por las características de la madera, este trono será uno de los dos únicos existentes en España.
En la Asamblea General Ordinaria y Extraordinaria celebrada el día 16 de noviembre, entre otros asuntos se cubren las vacantes existentes en la Junta de Gobierno desde la anterior Asamblea, quedando constituida de la siguiente manera:
- Presidente: José Luis Martínez Carrascosa
- Vicepresidente: Antonio Caballero Martínez
- Secretario: Jesús Camacho Fernández
- Tesorero: Rodolfo Arribas Castillo
- Vocal 1º: María Cristina Martínez Carrascosa
- Vocal 2º: Jacinto Almansa Martínez
- Vocal 3º: José Miguel García Ferrando
- Vocal 4º: Manuel Martínez Lozano
- Vocal 5º: Manuel Ortiz Vargas

En el año 2003, se nombran dos nuevos capataces de tronos, para el trono del Cristo de la Humildad a D. Javier Ortega Domínguez y para el trono de Ntra. Sra. de la Soledad a D. José Enrique Jareño López.
Dentro de los actos propios organizados por nuestra Cofradía durante la Semana Santa, el Martes Santo además de la tradicional Misa por los Hermanos Difuntos y Devoto Besapiés de la Venerada Imagen de Cristo Yacente, se celebra la ceremonia de entrega de nombramientos, en la que se hizo entrega de sendas orlas y placas a cuatro cofrades, a D. Julián Ortega Montero, orla en la que se recoge el nombramiento de Presidente Honorífico por su dedicación y entrega durante los años que estuvo en la presidencia de esta Cofradía, a D. Miguel Parra Moreno, orla nombrándole Cofrade de Honor con su colaboración en el engrandecimiento de esta Hermandad, y placas a los hermanos D. Jesús y D. José Antonio Castellanos Mena, en agradecimiento al obsequio de la madera para el nuevo trono.
Este mismo día, Martes Santo, visita en la Casa de Hermandad el presidente de la Excma. Diputación de Albacete, D. Pedro Antonio Ruiz Santos. 
El Jueves Santo, en la Procesión del Prendimiento, como estaba previsto, procesiona por primera vez el trono de madera de caoba de Cuba para la imagen del Cristo de la Humildad, los trabajos realizados en él hasta la fecha son toda la carpintería del trono y sus cuatro hachones más la orfebrería de estos, adquirida ésta en los talleres de Orfebrería Andaluza de Sevilla.
El Viernes Santo, en la Procesión del Entierro de Cristo, procesiona el trono de Ntra. Sra. de la Soledad, habiéndose realizado para este año los trabajos de talla y calado en el frontal y la trasera, así como la talla de todo el moldurón. Esta noche es acompañada por 35 señoras con mantilla.
En todos aquellos desfiles procesionales en los que interviene la Cofradía es acompaña por la Banda de Tambores y Cornetas de San Miguel.
El día 14 de junio, la Cofradía es invitada especial al acto de inauguración, presidido por el presidente de la Excma. Diputación de Albacete y Alcalde de Villarrobledo, de la calle dedicada en la ciudad a D. Jesús Castellanos Gómez.
El día 18 de septiembre de ese mismo año, la Casa de Su Majestad el Rey comunica la aceptación del nombramiento de Hermano Mayor Honorario por parte de S.M. el Rey Don Juan Carlos. Honor como reconocimiento a los casi cuatrocientos cincuenta años de historia de la Cofradía. El nombramiento se hizo público en rueda de prensa el 7 de octubre.
En los primeros meses del año 2004, se realizan una serie de visitas a los bodegueros de la localidad con el objeto de recabar su colaboración en la realización de los trabajos de talla del trono de Ntra. Sra. de la Soledad. Destacar que entre los motivos ornamentales lleva tallados racimos de uvas, pámpanas, así como cuatro pequeñas tinajas, de las denominadas “panzudas”. Como resultados de ellas, una vez concluidos todos los trabajos de talla se celebra el día 26 de marzo el acto de presentación del trono, al que asisten el presidente de la Diputación de Albacete y Alcalde de Villarrobledo D. Pedro Antonio Ruiz, el concejal de Cultura D. Antonio Arribas, junto con los representantes de las Bodegas colaboradoras: Bodegas Aresan, Bodegas Lozano, Bodegas Manvi y Viuda de Joaquín Ortega.
Otra de las novedades para la Semana Santa de este año es la adquisición de cuatro faroles en alpaca plateada y repujada para el trono procesional del Cristo de la Humildad, adquiridos en los talleres de Orfebrería Andaluza de Sevilla.
A finales del mes de marzo se recibe de la Secretaría de Su Alteza Real el Príncipe de Asturias, la aceptación del regalo que la Cofradía ha ofrecido a los futuros príncipes con motivo de su enlace matrimonial. Dicho regalo es una de las características y típicas tinajas de barro de Villarrobledo, de las denominadas panzudas. Este obsequio, de más de cien años de antigüedad, ha sido donado a la Cofradía por el cofrade D. Enrique Mellado del Amo.
En el mes de julio, el ganadero D. Samuel Flores recibe la Medalla de Honor de la Cofradía, junto con el nombramiento como Cofrade Benefactor, como muestra de agradecimiento por su colaboración en el engrandecimiento de la Cofradía. Ante el interés que manifestó por el regalo hecho a S.A.R., se le hizo entrega en el mes de agosto de otra tinaja panzuda, está cedida a la Cofradía por los Cofrades de la familia Ortega-Díaz.
En el Capítulo General Ordinario y Extraordinario celebrado el 3 de diciembre se produce la reelección de la Junta de Gobierno, siguiendo formada por los mismos cofrades que la componen, y que son:
- Presidente: José Luis Martínez Carrascosa
- Vicepresidente: Antonio Caballero Martínez
- Secretario: Jesús Camacho Fernández
- Tesorero: Juan Antonio Martínez Alite
- Vocal: Mª Cristina Martínez Carrascosa
- Vocal: Jacinto Almansa Martínez
- Vocal: Manuel Martínez Lozano
- Vocal: Javier Ortega Domínguez
- Vocal: Manuel Ortiz Vargas

Uno de los más novedosos hechos realizados por la Cofradía para la Semana Santa de 2.005, es la incorporación en sus desfiles procesionales de un nutrido grupo de anderos infantiles. Participando en las procesiones del Prendimiento, del Jueves Santo y en la del Santo Entierro de Cristo, del Viernes Santo. Portando sobre sus hombros imágenes cedidas por las Religiosas de Santa Clara, como son dos ángeles en posición orante para la noche del Jueves y una Virgen a los pies de la cruz desnuda para el Viernes, desde este momento dicha imagen de la Virgen desfilará bajo la advocación de Ntra. Sra. de la Amargura; siendo las andas las pertenecientes a San Fernando, de las Ventas de Alcolea. Su capataz es D. Diego Jareño Cañadas.
Se recupera en la figura de los capataces del Viernes Santo la vestimenta de traje oscuro y corbata negra, como recuerdo a las primeras indumentarias de los anderos de Ntra. Sra. de la Soledad.
Una vez pasada la Semana de Pasión, empieza a tomar forma el proyecto de adquisición de una nueva imagen de Santa María Magdalena, recuperando de este modo esta representación iconográfica que existió en Villarrobledo hasta finales del siglo XIX. El 7 de abril, se informa a la Junta de Hermandades y Cofradías del proyecto de adquisición, comunicando ésta no existir petición anterior. 
De entre los siete bocetos recibidos sale elegido el presentado por el imaginero D. Manuel Martín Nieto, de Morón de la Frontera (Sevilla), así el 31 de mayo se procede a la firma del contrato por el que para la Semana Santa del próximo año estará concluida dicha imagen. Esta nueva imagen se adquiere con la intención de que sea portada por mujeres, procesionando sobre el antiguo trono de Ntra. Sra. de la Soledad.
Ya en los últimos días del año, el viernes 2 de diciembre se celebra el acto de presentación de nuestra página web oficial en los Salones del Museo-Biblioteca Municipal. 
Inmersos en el año 2006, más concretamente el 11 de marzo se celebra el Capítulo General Ordinario y Extraordinario, del que cabe destacar la aprobación de la ampliación de los componentes de la Junta de Gobierno, pasando de los actualmente nueve miembros a quince, y que son:
- Presidente: José Luis Martínez Carrascosa
- Vicepresidente 1º: Antonio Caballero Martínez
- Vicepresidente 2º: Jacinto Almansa Martínez
- Secretario: Jesús Camacho Fernández
- Tesorero: Juan Antonio Martínez Alite
- Vocal: Angela Caballero Martínez
- Vocal: Mª Cristina Martínez Carrascosa
- Vocal: Carlos Almansa Martínez
- Vocal: Leandro González Notario
- Vocal: José Herreros Catalán
- Vocal: José Enrique Jareño López
- Vocal: Manuel Martínez Lozano
- Vocal: Francisco Andrés Martínez Martínez
- Vocal: Javier Ortega Domínguez
- Vocal: Manuel Ortiz Vargas

Días previos a la Semana Santa de este año 2006, concretamente el Domingo 2 de abril durante la celebración de la Eucaristía se procede a la bendición de la nueva imagen de Santa María Magdalena. Al acto acompaña el autor de la obra así como numerosos cofrades. Al término de la Santa Misa se hace imposición de las Medallas de Honor a los hermanos Jesús y José Antonio Castellanos Mena, en reconocimiento a su contribución en el engrandecimiento de nuestra Cofradía.
La nueva imagen de Santa María Magdalena sale en procesión por primera vez en la noche del Viernes Santo en la Procesión del Santo Entierro de Cristo, y en la mañana del Domingo de Resurrección en la Procesión del Encuentro de Jesús Resucitado. Es portada por un total de 55 anderas, siendo su indumentaria túnica blanca, cíngulo rojo y verduguillo azul oscuro. Es su capataz es Dª Angela Caballero Martínez.
Entre las novedades para esta Semana Santa cabe también destacar las nuevas sayas para Ntra. Sra. de la Soledad, confeccionadas por las Monjas Carmelitas de Albacete, siendo regalo de un cofrade. Además, los anderos infantiles estrenan nuevas andas, realizadas desinteresadamente por el conocido carpintero local jubilado D. Jacinto Almansa López. Igualmente se concluyen todos los trabajos de talla sobre el trono del Cristo de la Humildad.
Desde hacía ya un tiempo la Junta de Gobierno estaba estudiando la posibilidad de sustituir la actual imagen del Cristo de la Humildad, acorde con el deseo manifestado por numerosos hermanos de la Cofradía. Tras múltiples planteamientos, la Junta de Gobierno toma la decisión de proceder a encargar un nuevo Cristo Flagelado, encargando su realización al escultor D. Manuel Martín Nieto, el cual realizará un Misterio que representará la Flagelación de Ntro. Señor Jesucristo siendo azotado por dos sayones.
Este año 2006 se celebra el XXV Aniversario de los Anderos de la Cofradía. Con motivo de tal efeméride, el 25 de noviembre se organizó la jornada de convivencia a la que se dieron cita un nutrido grupo de anderos y anderas. Con motivo de este aniversario, su santidad el Papa Benedicto XVI otorga su bendición apostólica, con la exhortación a mantener vivas las raíces de la fe católica en el mundo.
En los primeros días del nuevo año 2007 y más concretamente el sábado 3 de febrero la Cofradía celebró en Villarrobledo el I Encuentro de Cofradías del Santo Sepulcro de Castilla-La Mancha.
El domingo 25 de marzo a las 12:00 horas durante la celebración de la Eucaristía en la Iglesia Parroquial de San Blas es bendecido por el párroco y consiliario de la Cofradía D. Francisco Javier Valero Picazo el Santísimo Cristo de la Pasión que forma parte del nuevo misterio de la Sagrada Flagelación junto con los dos sayones que también fueron presentados este día.
En el mismo acto es presentado el Trono para el Misterio realizado en madera de caoba de Cuba y en alpaca plateada y que ha sido totalmente terminado para esta Semana Santa de 2.007 (realizado por Hermanos Caballero de Sevilla). La canastilla está tallada y calada en estilo barroco sevillano, con cresterías y cartelas laterales con motivos florales, lleva dos capillas, una en el frontal y otra en la trasera que reproducen el Retablo de la Iglesia de San Blas y su Portada Sur, respectivamente.
Con motivo del nuevo Misterio y de la conclusión de su Trono la Junta de Gobierno vuelve a proponer a la Junta de Hermandades y Cofradías la realización de una nueva procesión el Miércoles Santo, dejando de procesionar el Miércoles Santo como lo hacía con el Cristo de la Humildad. De este modo, en la Semana Santa de 2.007 se celebra la primera estación de penitencia de la Sagrada Flagelación en la Procesión de la Pasión del Señor. Es el único paso que interviene, siendo acompañado por la sección infantil de anderos portando las andas de Ntra. Sra. de la Amargura, así como por numerosos nazarenos. El acompañamiento musical, como es costumbre en los últimos años, corre a cargo de la Banda de Cornetas y Tambores de San Miguel.
En Capítulo General de la Cofradía celebrado el 18 de mayo de este año se aprueba llevar a cabo la restauración de la Venerada Imagen del Cristo Yacente, dado el estado de deterioro que presentaba por el paso del tiempo y otros desperfectos producidos.
El 22 de julio, festividad de Santa María Magdalena, se celebra en la Iglesia Parroquial de San Blas la Eucaristía su honor. Desde entonces, todos los años se realiza esta celebración.
Tras un exhaustivo proceso de selección, la Junta de la Cofradía con el visto bueno del Obispado de Albacete, decide encargar el proceso de restauración del Cristo Yacente a D. Miguel Ángel Salas Reche, natural de Linares (Jaén), restaurador Licenciado en Bellas Artes en la especialidad de restauración de Obras de Arte, y que a pesar de su juventud, cuenta con un amplio bagaje de estudios, cursos y trabajos realizados. El proceso de restauración se inicia el 28 de julio con el traslado de la imagen al taller del restaurador en Linares.
En el mes de julio se firma contrato con D. Manuel Verdugo González (Taller de Dorado de Ntra. Sra. del Carmen) de la ciudad de Sevilla, para la realización de los trabajos de dorado del Trono Procesional de Ntra. Sra. de la Soledad. Se acuerda realizarlos en cuatro fases, debiendo estar la primera finalizada para la Semana Santa de 2.008 y consistente en el estucado de todo el trono.
El 26 de octubre se celebra la Asamblea General Ordinaria de la Junta de Hermandades y Cofradías de Semana Santa, en la cual se aprueba la rotación en la Presidencia de esta por todas las Cofradías, por un periodo de un año (de julio a julio, aproximadamente), siendo esta Cofradía la primera elegida para ostentar la representación para la Semana Santa 2008. La Junta de Gobierno presenta al Cofrade D. Valerio Rosillo Marhuenda como Presidente para la Junta de Hermandades.
Terminando el año, en el mes de diciembre, coincidiendo con las fiestas navideñas, en la tradicional gala que se celebra cada año en el Hotel Restaurante Casa Lorenzo, organizada por las publicaciones de la localidad "La Voz de Villarrobledo" y "Amanecer del siglo XXI" que dirige el periodista local D. Lorenzo Moreno Nava, la Cofradía fue distinguida como “Villarrobledense 2007” en el apartado de Actividad Religiosa, por su contribución al engrandecimiento de la Semana Santa de Villarrobledo.
El domingo 24 de febrero en La Iglesia Parroquial de San Blas, y después de la Eucaristía de las doce del mediodía, se celebra el acto de presentación de la restauración efectuada a la Venerada Imagen del Cristo Yacente. En dicho acto, el público asistente además de contemplar la Imagen una vez restaurada, pudo seguir la exposición gráfica detallada del proceso llevado a cabo, impartida por el propio restaurador D. Miguel Ángel Salas Reche.
Dentro de la Presidencia de la Junta de Hermandades y Cofradías de Semana Santa, la Cofradía propone y acomete la modificación total del anterior programa oficial de Semana Santa. Destacar que se recibió la felicitación personal del Obispo D. Ciriaco Benavente Mateos, quien lo consideró el mejor de toda la Provincia.
En cuanto a los numerosos trabajos realizados para la Semana Santa de este año 2008, destaca la primera fase del dorado del trono de Ntra. Sra. de la Soledad, que consistió en el estucado de todo él; la anterior comentada restauración del Cristo Yacente; la réplica en miniatura en alpaca plateada de la Patrona la Virgen de la Caridad, para ser colocada en la capilla frontal del Trono Procesional de la Sagrada Flagelación, esta obra ha sido realizada en el Taller de Orfebrería de D. Ramón Orovio de la Torre, de Torralba de Calatrava.
También se ha realizado la restauración del estandarte del Cristo Yacente, procediéndose a traspasar todo el bordado sobre una nueva tela de tisú de plata. Ha sido realizada por Dª Rosario Bernardino (Sevilla). La restauración del óleo con la efigie del Cristo Yacente ha sido obra de la cofrade Dª Anabel Ortiz Vargas.
Este año también se ha estrenado el altar donde está expuesto al culto el Misterio de la Sagrada Flagelación y la vidriera de ventana superior, obra realizada por Dª Isabel Bonillo Leándrez.
En los primeros días de abril se instalan en la Capilla del Yacente la nueva mesa y peanas de piedra sobre los que estarán al culto las imágenes del Cristo Yacente, Ntra. Sra. de la Soledad y Santa María Magdalena. Desde este momento, todas las imágenes pertenecientes a la Cofradía están expuestas al culto permanentemente en su Sede Canónica de la Iglesia de San Blas. Ese año, además, la Celebración Eucarística en memoria de los Hermanos Difuntos se traslada al último Domingo de Cuaresma.
Una de las novedades introducidas esta Semana Santa son las referidas al tema musical. De este modo el Miércoles Santo, en la Procesión de la Pasión del Señor, nos acompaña la banda municipal de música de Belmonte. Dirigida por el cofrade D. Jesús Fernando Torres López.
En el Capítulo General Ordinario y Extraordinario celebrado el 23 de mayo, fueron numerosos los asuntos de relevancia aprobados. En primer lugar se revisaron y aprobaron los nuevos Estatutos Eclesiásticos, ya que era necesario hacer diversas modificaciones a los Estatutos actuales para adaptarlos al Derecho Canónico y para que puedan ser ratificados por el Sr. Obispo de la Diócesis de Albacete.
En segundo lugar, se aprobó por unanimidad de los asistentes el nombramiento de D. Luis Ruescas Márquez como Presidente Honorífico, en señal de agradecimiento a sus diez años en la Presidencia de la Cofradía.
También se aprobó la realización de un nuevo trono para la imagen de Santa María Magdalena, encargándose el proyecto a los Hermanos Caballero González de Sevilla. El nuevo trono estará realizado en madera de cedro, de líneas curvas tallado al estilo barroco sevillano, con cuatro candelabros de 7 luces, peana para la Imagen, ocho cabezas de vara, y barnizado del mismo. El mismo será ejecutado en varias fases y procesionará por primera vez en la próxima Semana Santa de 2010 con los trabajos de carpintería finalizados.
Por último, se elige a la nueva Junta de Gobierno que presidirá la Cofradía los próximos cuatro años:
- Presidente: José Luis Martínez Carrascosa
- Vicepresidente 1º: Antonio Caballero Martínez
- Vicepresidente 2º: Jacinto Almansa Martínez
- Secretario: Jesús Camacho Fernández
- Tesorero: Rodolfo Arribas Castillo
- Vocal: Angela Caballero Martínez
- Vocal: María Elena Collado Lozano
- Vocal: María Cristina Martínez Carrascosa
- Vocal: Carlos Almansa Martínez
- Vocal: Leandro González Notario
- Vocal: José Enrique Jareño López
- Vocal: Manuel Martínez Lozano
- Vocal: Francisco Andrés Martínez Martínez
- Vocal: Manuel Ortiz Vargas
- Vocal: Manuel Emigdio Sánchez Aguado

El día 10 de septiembre, Sus Altezas Reales Los Príncipes de Asturias D. Felipe y Dª Leticia recibieron en audiencia a una representación de la Junta de Gobierno, aprovechando la visita oficial que realizaron ese día a la ciudad.
Durante la recepción, en la que estuvieron acompañados del Presidente de Castilla-La Mancha D. José María Barreda y del Presidente de la Diputación de Albacete y Alcalde de Villarrobledo D. Pedro Antonio Ruiz, se les entregó la placa de granito con el escudo de armas del Príncipe de Asturias y el de la Cofradía dedicada a su enlace matrimonial, que acompañará a la tinaja en su ubicación definitiva en los Jardines del Palacio y que según S.A.R. El Príncipe D. Felipe se llevará a cabo en las próximas semanas.
Han sido capataces de tronos los siguientes cofrades:
- Del trono del Cristo de la Humildad: D. Antonio Caballero Martínez y D. Javier Ortega Domínguez.
- Del trono de Ntra. Sra. de la Soledad: D. Guillermo Manzanares Almansa, D. Enrique Galindo Bonilla, D. Manuel Arias Almida, D. Manuel Emigdio Sánchez Aguado, D. José Enrique Jareño López y, nuevamente, D. Manuel Emigdio Sánchez Aguado, D. Juan Manuel Benítez Martínez y D. José Luis Jiménez de la Ossa Almansa.
- Del trono del Cristo Yacente: D. Amador Ruiz Carrascosa, D. José Luis Martínez Carrascosa, D. Antonio Caballero Martínez, D. Manuel Ortiz Vargas y D. Sergio Aroca Araque.
- Del trono de Santa María Magdalena Dª Angela Caballero Martínez y Dña. Amalia Gutiérrez Serrano.
- Del trono de la Sagrada Flagelación: D. Manuel Ortiz Vargas y D. Pedro Chacón Parrón.
- Del trono de Jesús Resucitado: D. Manuel Martínez Moreno, D. Eduardo Moreno Calero, D. José María Bonillo Lozano, D. Francisco José Rodríguez López y D. Pedro Manuel Díaz Araque.

Actualmente en la Cofradía están inscritos un total de 689 cofrades (481 hombres y 208 mujeres), de entre ellos 204 son anderos, 82 son anderas y 46 son anderos y anderas infantiles.

## Imágenes

### Cristo Yacente

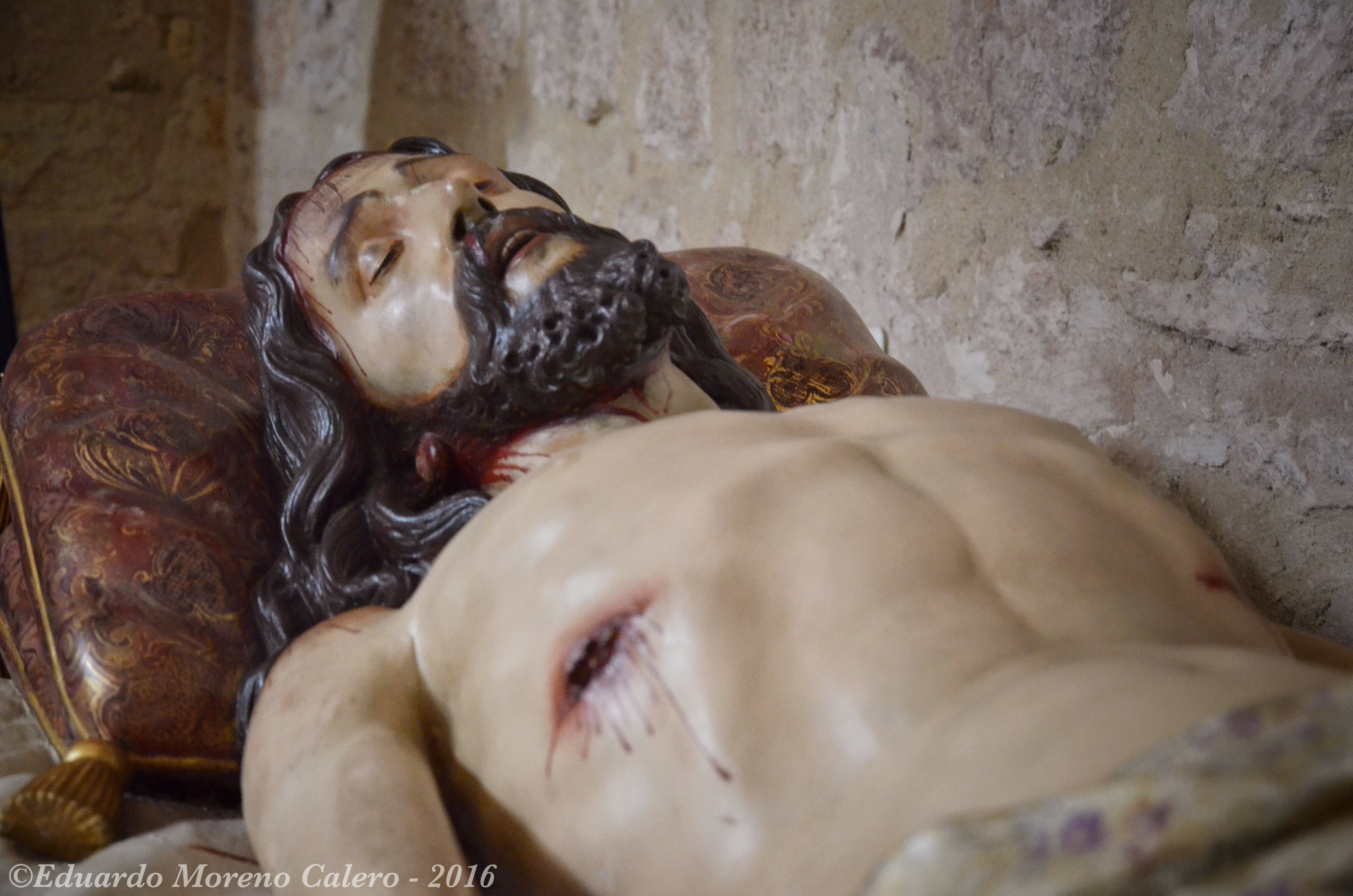
Detalle de Cristo Yacente, Imagen titular de la Real Cofradía del Santo Sepulcro y de la Soledad

La imagen del Cristo Yacente de Villarrobledo, titular de la Cofradía, es una de las más veneradas de la localidad, dato significativo es los más de dos mil penitentes y devotos que, por los más diversos motivos, le acompañan en la noche del Viernes Santo. Es sobrecogedor el silencio que rodea al paso del Cristo, tan solo roto por el sonido del arrastrado de las gruesas cadenas que atadas a sus pies llevan los penitentes. Es tal la emoción que provoca esta procesión que ya D. Agustín Sandoval lo reseñara en su libro "Historia de mi Pueblo".
La actual imagen del Cristo Yacente, realizada en el año 1950, es obra del escultor valenciano D. Vicente Tena Cuesta, quien gracias a ella consiguió el primer premio nacional de imaginería en Valencia.
Su trono procesional se realiza también en el año 1950, de estilo barroco, siendo este obra del cofrade D. Jesús Castellanos Gómez. Diseñado como un catafalco de dos cuerpos, custodiado en sus esquinas por cuatro ángeles. De fondos marmolizados y molduras y tallas en oro fino. Y se confeccionan las primeras túnicas blancas con distintivos rojos. Es portado por 56 anderos.
Desde tiempos remotos, el Cristo Yacente ha ido escoltado por miembros de la Guardia Civil, cuyo Acuartelamiento de Villarrobledo ostenta el título de Cofrade de Honor desde 1995.

Han sido capataces de trono los siguientes cofrades: D. Amador Ruiz Carrascosa, D. José Luis Martínez Carrascosa y, actualmente, D. Antonio Caballero Martínez.

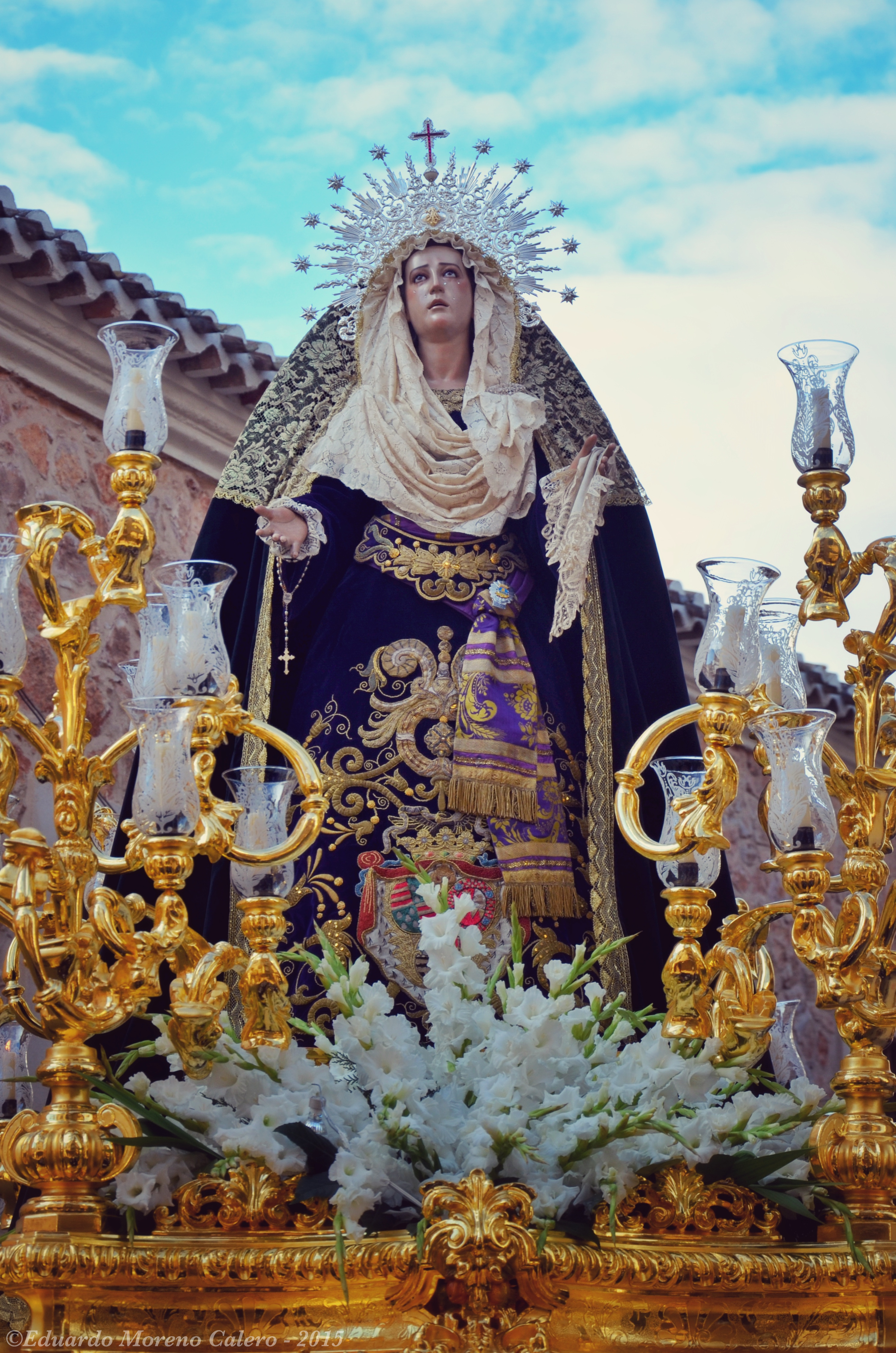
Ntra. Sra. de la Soledad de Villarrobledo en salida extraordinaria en 2015.

### Nuestra Señora de la Soledad
La actual Imagen de Ntra. Sra. de la Soledad, cotitular de la Cofradía, obra del escultor villarrobletano y cofrade D. Jesús Castellanos Gómez, realizada en el año 1942, viniendo a sustituir la desaparecida junto con el resto de las imágenes en 1936 con motivo de la Guerra Civil.
Desde el año 1983 Nuestra Señora de la Soledad es portada en hombros por 48 anderos. En sus inicios, la vestimenta era traje azul marino, corbata negra (en señal de luto), medalla de la Cofradía y guantes blancos. A partir del año 2002,  los anderos cambian su vestimenta, utilizando túnica blanca de raso y verdugo negro de la misma tela, con cíngulo y botonadura roja.
Su actual trono, realizado por los Hermanos Caballero de Sevilla entre los años 2002 y 2004, es de estilo barroco, con ocho cartelas y cuatro candelabros con guardabrisas, siendo los traseros de cola. Los trabajos de dorado fueron realizados por los Talleres de D. Manuel Verdugo de Sevilla entre los años 2007 y 2015.
El 6 de marzo de 2016, el Excmo. Sr. Teniente General D. Juan García Martínez, Duque de San Pedro de Galatino, impuso como Lugarteniente de la Orden de Caballería del Santo Sepulcro de Jerusalén, el Fajín de General a Ntra. Sra. de la Soledad.
Han sido capataces de trono los siguientes cofrades: D. Guillermo Manzanares Almansa, D. Enrique Galindo Bonilla, D. Manuel Arias Almida, D. Manuel Emigdio Sánchez Aguado, D. José Enrique Jareño López, D. Juan Manuel Benítez Martínez y D. José Luis Jiménez de la Ossa Almansa.

### Santa María Magdalena
Imagen realizada por el escultor D. Manuel Martín Nieto, natural de Morón de la Frontera (Sevilla).

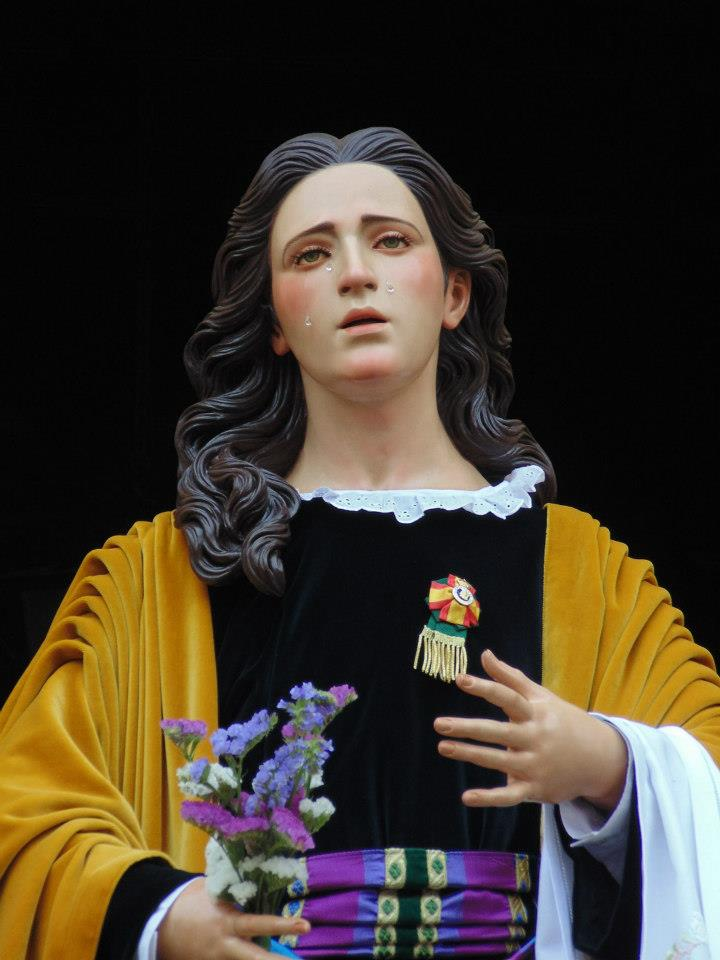
Detalle de Santa María Magdalena de Villarrobledo

Bendecida el día 2 de abril de 2006 por el Párroco de San Blas y consiliario de la Cofradía D. Javier Valero Picazo, sale en procesión por primera vez en la Semana Santa de ese mismo año, en las procesiones del Santo Entierro de Cristo y en la del Encuentro de la Stma. Virgen con su Hijo Resucitado.
Con Santa María Magdalena se recupera aquella representación escultórica que existiera en Villarrobledo hasta el siglo XVIII. 
Esta Imagen supuso además un gran hito en la Cofradía, ya que es portada íntegramente por mujeres, incorporando de este modo como anderas a las hermanas, figura que hasta ese momento era exclusivamente integrado por hombres.
Durante los cuatro primeros años, procesionó sobre el antiguo trono de Ntra. Sra. de la Soledad, hasta que en la Semana Santa de 2010 lo hace sobre su propio trono, aún inconcluso, realizado en madera de cedro real, por los hermanos Caballero González de Sevilla.
Desde su inicio, es capataz de su trono Dña. Ángela Caballero Martínez.

### Santísimo Cristo de la Pasión

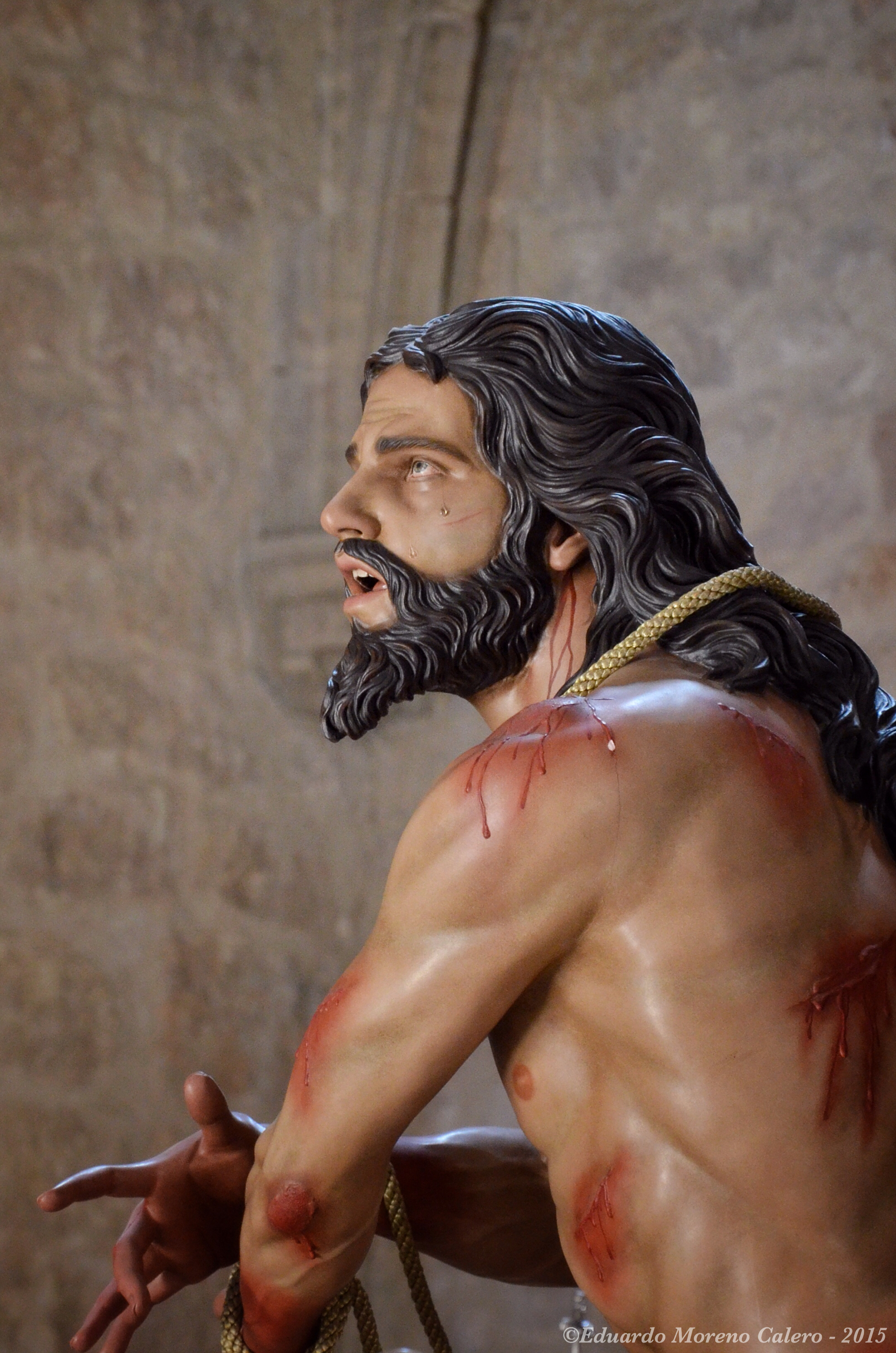
Santísimo Cristo de la Pasión

Al igual que Santa María Magdalena, la Imagen del Santísimo Cristo de la Pasión es obra del sevillano D. Manuel Martín Nieto. 
Bendecida el 25 de marzo de 2007 por D. Javier Valero Picazo, párroco de San Blas, salió por primera vez en procesión el Miércoles Santo de la Semana Santa del mismo año, en la Procesión de la Pasión del Señor. 
Esta imagen, que representa a Cristo atado a la columna mientras es azotado, conforma junto a dos sayones el misterio de la Sagrada Flagelación. El conjunto escultórico se encuentra tallado en madera de cedro policromado y siguiendo la escuela del barroco andaluz.
El trono sobre el que procesiona, obra de los Hermanos Caballero González de Sevilla, está realizado en madera de caoba de Cuba donada por los cofrades Jesús y José Antonio Castellanos Mena. De estilo barroco, tallado y calado, consta de cuatro faroles, cartelas y la reproducción del Retablo Mayor y de la Puerta de Sol de la Iglesia de San Blas con una miniatura de Ntra. Sra. de la Caridad, patrona de Villarrobledo.
Han sido capataces de este trono: D. Antonio Caballero Martínez, D. Javier Ortega Domínguez y D. Manuel Ortiz Vargas.

### Jesús Resucitado

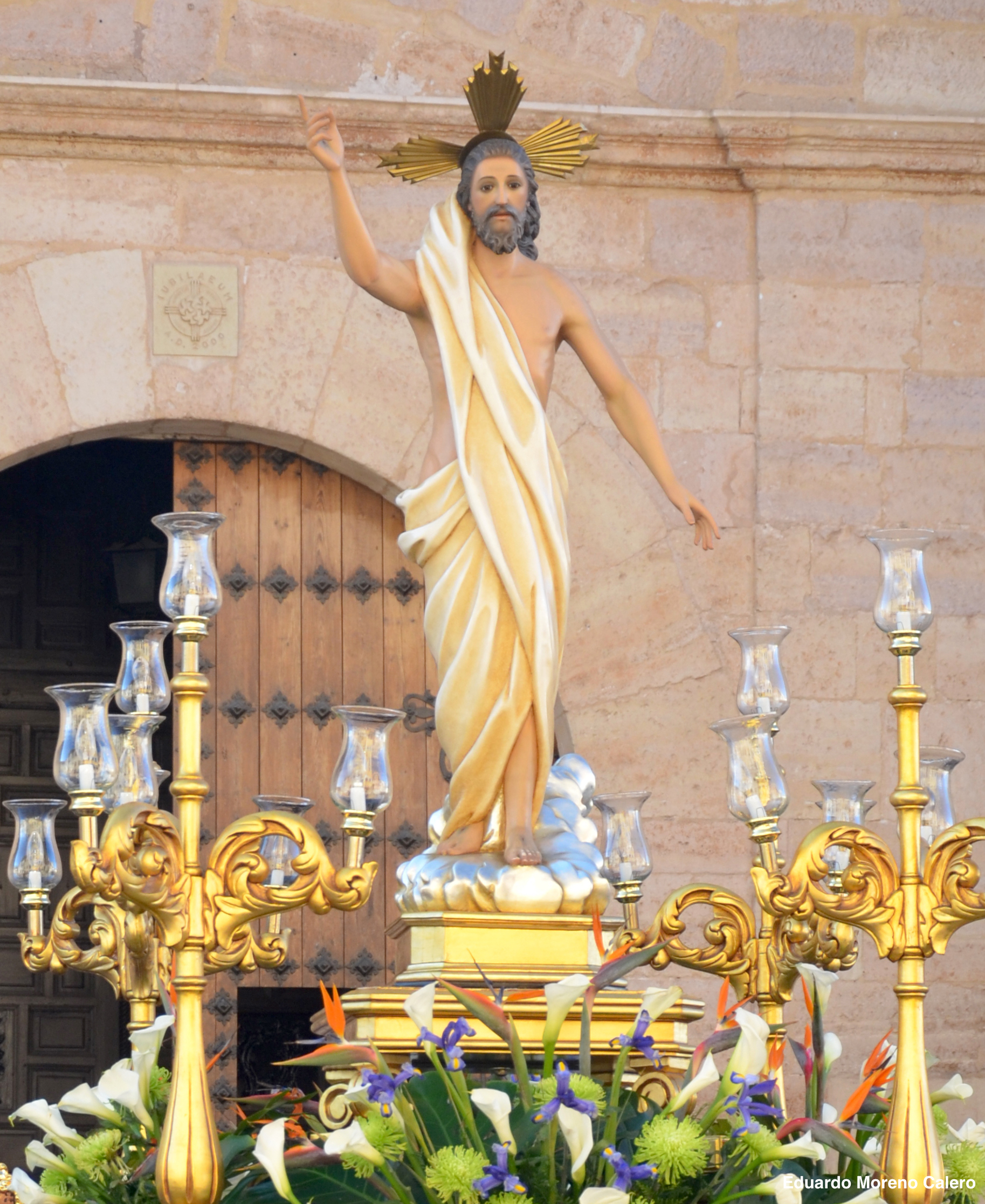
Jesús Resucitado de Villarrobledo

Imagen realizada por el escultor local D. Jesús Castellanos Gómez en el año 1942, quien también realiza sus andas en 1958. Tanto la Imagen como las andas fueron restauradas por D. Santiago Lara Molina para la Semana Santa de 1997.
Es portado en hombros por un total de 12 anderos vestidos con traje oscuro desde que en 1981 tres jóvenes cofrades pidieran permiso a la Junta de la Cofradía para desfilar en Domingo de Resurrección.
La Imagen de Jesús Resucitado participa en la Solemne Vigilia Pascual celebrada en la noche del Sábado Santo en la Parroquia Matriz de San Blas, así como en la Procesión del Encuentro de la Santísima Virgen con su Hijo Resucitado, en la mañana del Domingo de Resurrección.
Han sido capataces de su trono: D. Manuel Emigdio Sánchez, D. Rodolfo Arribas Castillo, D. Manuel Martínez Moreno, D. Eduardo Moreno-Calero y D. José María Bonillo Lozano.
- Datos: Q19312342